# Disaharidaza
Disaharidaze su glikozidne hidrolaze, enzimi koji razlažu disaharide u jednostavnije šećere (monosaharide). Genetički defekt jednog od tih enzima uzrokuje disaharidnu intoleranciju, kao što je laktozna intolerancija ili suharozna intolerancija.

## Primeri disaharidaza
- Laktaza (razlaže laktozu U glukozu i galaktozu)
- Maltaza (razlaže maltozu  u 2 glukoze)
- Saharaza (razlaže saharozu u glukozu i fruktozu)
- Trehalase (razlaže trehalozu u 2 glukoze)

## Literatura
- Nicholas C. Price; Lewis Stevens (1999). Fundamentals of Enzymology: The Cell and Molecular Biology of Catalytic Proteins (Third изд.). USA: Oxford University Press. ISBN 019850229X.
- Eric J. Toone (2006). Advances in Enzymology and Related Areas of Molecular Biology, Protein Evolution (Volume 75 изд.). Wiley-Interscience. ISBN 0471205036.
- Branden C; Tooze J. Introduction to Protein Structure. New York, NY: Garland Publishing. ISBN 0-8153-2305-0.
- Irwin H. Segel. Enzyme Kinetics: Behavior and Analysis of Rapid Equilibrium and Steady-State Enzyme Systems (Book 44 изд.). Wiley Classics Library. ISBN 0471303097.